# Rivière au Doré
Pour les articles homonymes, voir Doré.
La rivière au Doré est un affluent de rivière aux Saumons, coulant dans la municipalité de La Doré et la ville de Saint-Félicien, dans la municipalité régionale de comté (MRC) du Domaine-du-Roy, dans la région administrative de Saguenay–Lac-Saint-Jean, dans la province de Québec, au Canada.
La vallée de la rivière au Doré est surtout desservie par le chemin du rang Saint-Eugène (route 167).
La foresterie (principalement la sylviculture) constitue la principale activité économique de la partie supérieure de cette vallée; l'agriculture, dans la partie intermédiaire et inférieure.

## Géographie
À partir d'un lac non identifié dans le centre de la municipalité de La Doré la rivière coule sur environ 19 km vers le sud-est jusqu'à sa confluence avec la rivière aux Saumons dans le nord-ouest de Saint-Félicien. À partir la confluence de la Rivière au Doré, le courant descend le cours de la rivière aux Saumons, le cours de la rivière Ashuapmushuan vers le sud-est, puis traverse le lac Saint-Jean vers l'est sur sa pleine longueur, emprunte le cours de la rivière Saguenay via la Petite Décharge vers l'est jusqu'à Tadoussac où il se déverse dans l'estuaire du Saint-Laurent.

## Toponymie
Le terme « Doré » se réfère à une espèce de poisson.
Le toponyme « Rivière au Doré » a été officialisé le 5 décembre 1968 à la Banque des noms de lieux de la Commission de toponymie du Québec.